# Ким Чир Сен
Ким Чир Сен, русское имя — Николай Григорьевич, в других источниках возможны варианты — Ким Сен Чер, Ким Чир Сон, Ким Чер Сон, Ким Чхиль Сон (17 сентября 1926 года, Посьетский район, Приморский край — дата смерти неизвестна, КНДР) — северокорейский военный деятель, контр-адмирал ВМС КНДР, начальник штаба ВМС КНДР. Герой КНДР (1950).

## Биография
Родился в 1926 году в одной из корейских деревень Посьетского района Приморского края. Получил начальное образование в местной корейской школе. В 1937 году вместе с родителями депортирован в Ташкентскую область на спецпоселение в колхозе имени Ленина Средне-Чирчикского района. Родители не пережили первую зиму в ссылке и Ким Чир Сен осиротел в 12-летнем возрасте. Воспитывался у своих родственников.
В 1942 году после окончания средней школы поступил в Среднеазиатский государственный университет. В 1943 году был призван в Красную Армию. Служил в Ухте в областном военно-промышленном комитете и позднее — начальником автохозяйства. С 1945 года — на службе в Среднеазиатском военном округе. Будучи на военной службе, обучался на заочном факультете Среднеазиатского государственного университета. После демобилизации — директор одной из средних школ в Средне-Чирчикском районе. В 1947 году окончил шестимесячные курсы по подготовке учителей русского языка для корейских школ при Ташкентском государственном университете, после чего был директором школы имени Микояна в Средне-Чирчикском районе.
С декабря 1947 года находился в Корее, где обучался в военно-морском училище. Был переводчиком командующего флотом КНДР Хан Ир Му. С 1948 года — начальник оперативного отдела штаба ВМС КНДР.
С начала Корейской войны — начальник штаба по разработке тактики ведения боевых действий. Руководил внезапной военной атакой против американского крейсера типа «Балтимор», находившегося в бухте города Чумунджин. Северокорейские военно-морские силы в составе нескольких торпедных катеров атаковали крейсер, потопив его и два сопровождающих крейсер корабля. Указом Верховного народного собрания от 30 декабря 1950 года за успешную военную операцию удостоен звания Героя КНДР.
С 1951 года — капитан первого ранга. В этом же году был откомандирован в Ленинград для учёбы в Военно-Морской академии. В июне 1953 года возвратился в КНДР. Был назначен начальником штаба ВМС КНДР.
Позднее во время репрессий против советских корейцев, проживавших в КНДР, был отстранён от военной службы и назначен директором революционной школы. 28 ноября 1958 года был арестован по обвинению в критике партизанского движения и казнён.
Позднее был посмертно реабилитирован и признан невиновным.